# Новий Карамишевський міст
Новий Карамишевський міст (рос. Новый Карамышевский мост) у Москві — п'ятипрогінний автомобільний металевий балковий міст, що перетинає Карамишевське випрямлення річки Москви над шлюзом № 9 Каналу імені Москви. Сполучає вулиці Народного Ополчення і Нижні Мньовники. Цей міст — частина Північно-Західної хорди. Побудовано в 2017—2019 роках. Відкрито 29 листопада 2019. Це відкриття одночасно стало і відкриттям Північно-Західної хорди.

## Сусідні мости через Москву-річку
- Вище за течією річки — Мальовничий міст.
- Нижче за течією річки — Карамишевський міст (за ~ 400 м).

## Характеристики мосту
- Тип конструкції — нерозрізна балкова прогінна споруда з п'яти прогонів по схемі 87,5 + 98 + 206,5 + 98 + 99 з двома коробчатими головними балками з вертикальними стінками змінної висоти.
- Матеріал — сталь, залізобетон.
- Розташування — під кутом 46 ° до шлюзу № 9.
- Висота стінки головної балки прогонової споруди у середині центрального прогону: 2,93 м.
- Кількість смуг: 6, по 3 в кожну сторону.
- Центральний роздільник напрямків руху.
- Тротуари: немає. Замість них службовий технічний прохід завширшки 0,75 с. Прохід пішоходів по мосту не передбачено.
- Підмостовий габарит для пропуску суден визначається старим Карамишевським мостом, як більш низьким і становить 30,0 × 14,0 м.